# Soucelles
Soucelles ist eine Ortschaft und eine Commune déléguée in der französischen Gemeinde Rives-du-Loir-en-Anjou mit 2.614 Einwohnern (Stand: 1. Januar 2022) im Département Maine-et-Loire in der Region Pays de la Loire. Die Einwohner werden Soucellois genannt.
Die Gemeinde Soucelles wurde am 1. Januar 2019 mit Villevêque zur Commune nouvelle Rives-du-Loir-en-Anjou zusammengeschlossen. Sie hat seither den Status einer Commune déléguée. Die Gemeinde Soucelles gehörte zum Arrondissement Angers und zum Kanton Angers-6.

## Geographie
Soucelles liegt in der Landschaft Baugeois. Der Fluss Loir begrenzt die Commune déléguée im Süden. Nachbargemeinden von Soucelles waren Tiercé im Norden und Nordwesten, Montreuil-sur-Loir im Osten und Nordosten, Corzé im Südosten, Villevêque im Süden sowie Briollay im Westen.

## Bevölkerungsentwicklung
| Jahr      | 1962 | 1968 | 1975 | 1982 | 1990 | 1999 | 2006 | 2012 |
| Einwohner | 647  | 672  | 906  | 1348 | 1742 | 1858 | 2458 | 2609 |

## Sehenswürdigkeiten

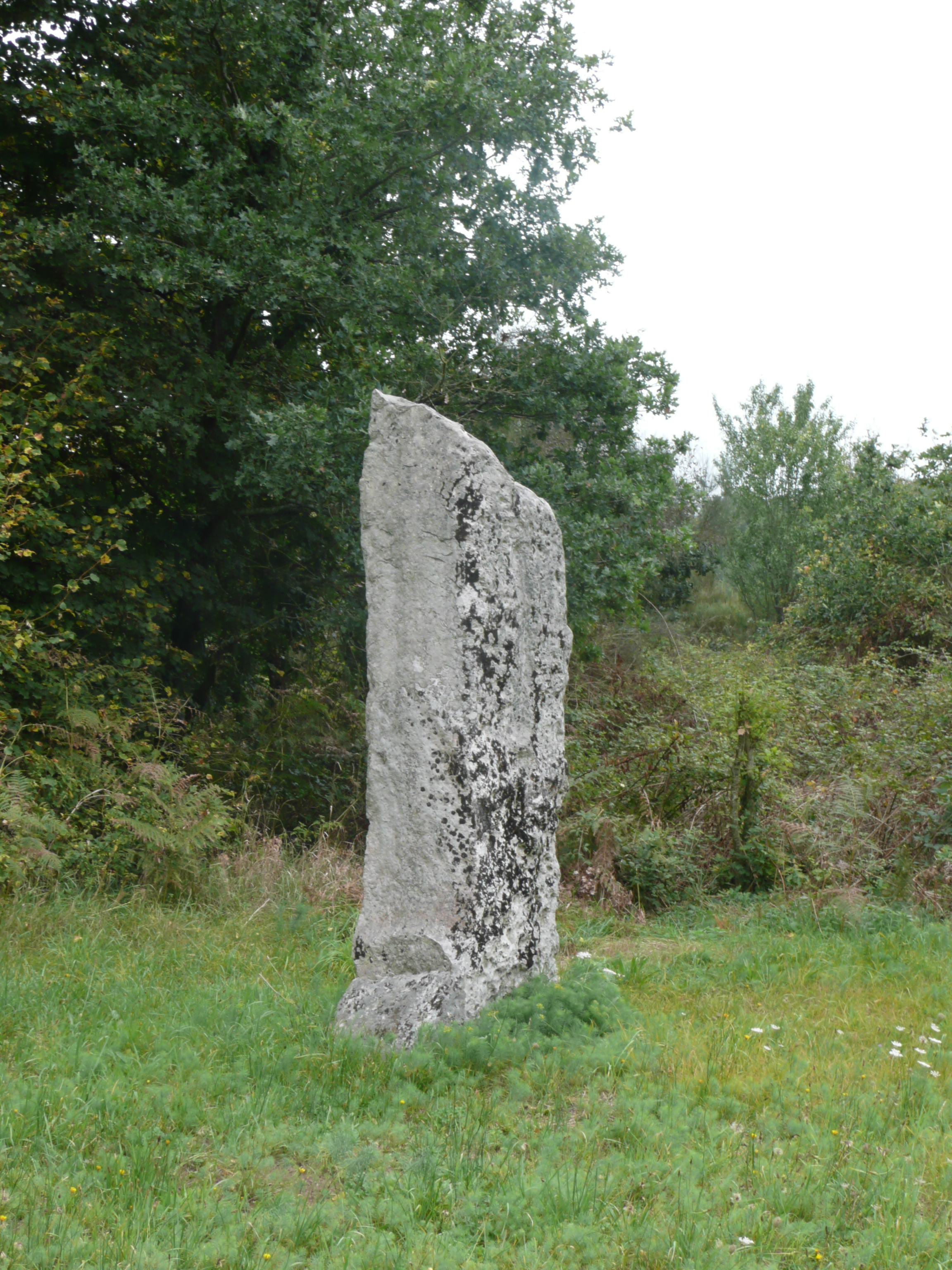
Le Doigt de César

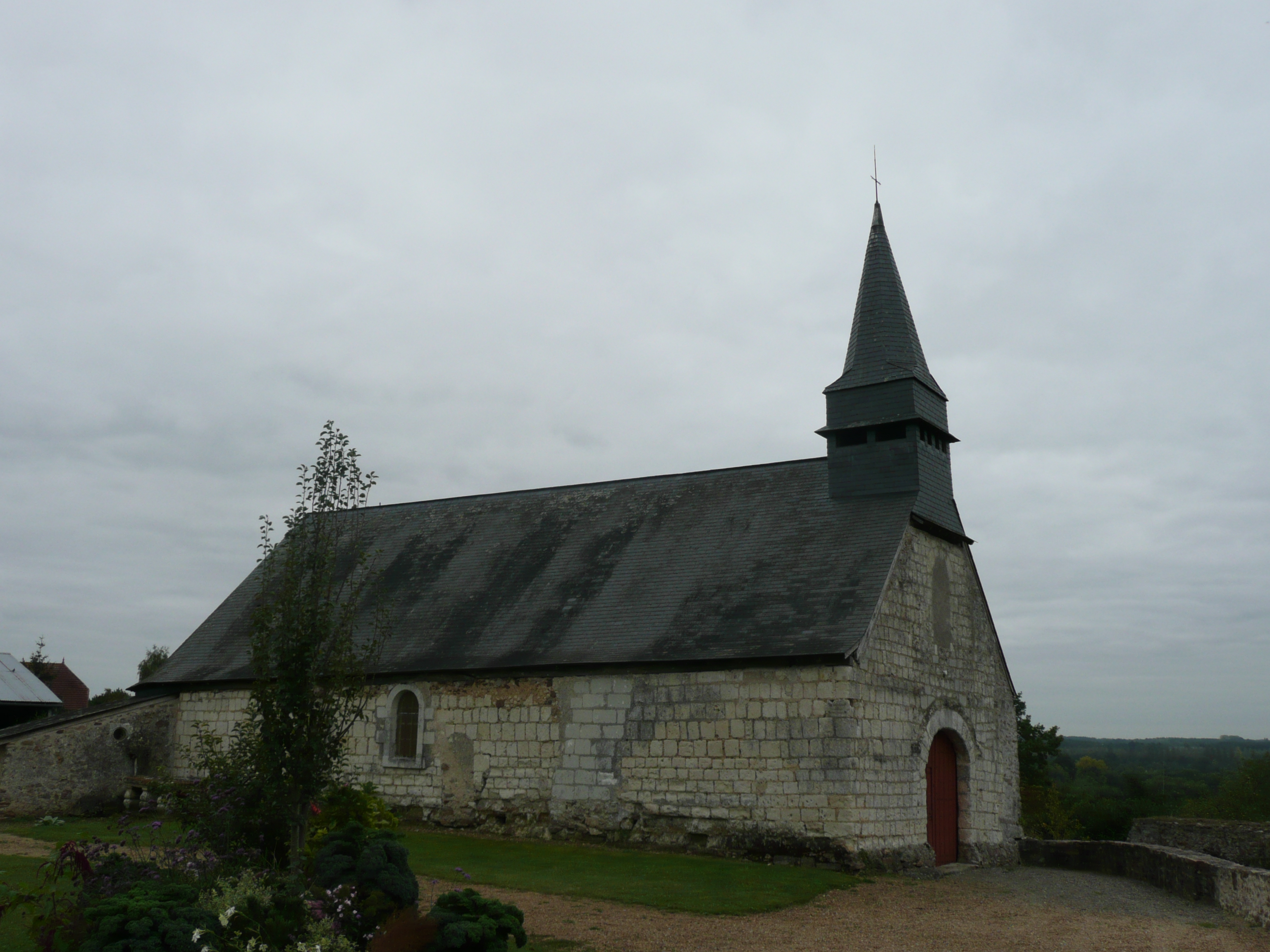
Kapelle Roche-Foulques

- Dolmen de la Pierre Cesée, seit 1910 Monument historique
- Der 2,4 m hohe Menhir Doigt de César, seit 1975 Monument historique
- Kapelle Roche-Fouques, Monument historique seit 1973
- Schloss Soucelles, Monument historique seit 2006

Siehe auch: Liste der Monuments historiques in Rives-du-Loir-en-Anjou

## Weinbau
Die Reben in Soucelles gehören zum Weinbaugebiet Anjou.